# Saison 3 de De celles qui osent
Chronologie
Saison 2 Saison 4
Cet article présente le guide des épisodes de la troisième saison de la série télévisée américaine De celles qui osent (The Bold Type).

## Généralités

### Diffusion
- Aux États-Unis, la saison a été diffusée entre le 9 avril 2019 et le 11 juin 2019.
- Au Canada, elle est diffusée en simultanée sur ABC Spark.
- En France et en Belgique, elle est diffusée entre le 10 avril 2019 et le 12 juin 2019 sur le service Prime Video.
- Elle reste pour le moment inédite dans tous les autres pays francophones.

### Audiences
- La saison a réuni une moyenne de 237 000 téléspectateur[1].
- La meilleure audience de la saison a été réalisée par le huitième épisode de la saison, Les Battantes, avec 301 000 téléspectateurs[1].
- La pire audience de la saison a été réalisée par le cinquième épisode, Difficultés techniques, avec 171 000 téléspectateurs[1].

## Distribution

### Acteurs principaux
- Katie Stevens (VF : Mélanie Dermont) : Jane Sloan
- Aisha Dee (VF : Ludivine Deworst) : Kat Edison
- Meghann Fahy (VF : Helena Coppejans) : Sutton Brady
- Sam Page : Richard Hunter
- Matt Ward (VF : Gregory Praet) : Alex Crawford
- Melora Hardin (VF : Fabienne Loriaux) : Jacqueline Carlyle
- Stephen Conrad Moore : Oliver Grayson

### Acteurs récurrents
- Dan Jeannotte : Ryan « Pinstripe » Decker
- Peter Vack : Patrick Duchand
- Adam Capriolo : Andrew
- Stephanie Costa : Sage
- Alexis Floyd : Tia Clayton

### Invités spéciaux
- Nikohl Boosheri : Adena El-Amin (3 épisodes)
- Betty Who : elle-même (épisode 1)
- Sasha Velour : elle-même (épisode 2)

## Épisodes

### Épisode 1:Nouvelle normalité
- États-Unis /  Canada : 9 avril 2019 sur Freeform / ABC Spark
- France /  Belgique : 10 avril 2019 sur Prime Video

- États-Unis : 181 000 téléspectateurs (première diffusion)[1]

- Betty Who : elle-même

### Épisode 2:Un autre point de vue
- États-Unis /  Canada : 16 avril 2019 sur Freeform / ABC Spark
- France /  Belgique : 17 avril 2019 sur Prime Video

- États-Unis : 223 000 téléspectateurs (première diffusion)[1]

- Sasha Velour : elle-même

### Épisode 3:Coup de génie
- États-Unis /  Canada : 23 avril 2019 sur Freeform / ABC Spark
- France /  Belgique : 24 avril 2019 sur Prime Video

- États-Unis : 241 000 téléspectateurs (première diffusion)[1]

### Épisode 4:Le Grand Bain
- États-Unis /  Canada : 30 avril 2019 sur Freeform / ABC Spark
- France /  Belgique : 1er mai 2019 sur Prime Video

- États-Unis : 242 000 téléspectateurs (première diffusion)[1]

### Épisode 5:Difficultés techniques
- États-Unis /  Canada : 7 mai 2019 sur Freeform / ABC Spark
- France /  Belgique : 8 mai 2019 sur Prime Video

- États-Unis : 171 000 téléspectateurs (première diffusion)[1]

### Épisode 6:#Flashback
- États-Unis /  Canada : 14 mai 2019 sur Freeform / ABC Spark
- France /  Belgique : 15 mai 2019 sur Prime Video

- États-Unis : 244 000 téléspectateurs (première diffusion)[1]

### Épisode 7:Confusion
- États-Unis /  Canada : 21 mai 2019 sur Freeform / ABC Spark
- France /  Belgique : 22 mai 2019 sur Prime Video

- États-Unis : 255 000 téléspectateurs (première diffusion)[1]

### Épisode 8:Les Battantes
- États-Unis /  Canada : 28 mai 2019 sur Freeform / ABC Spark
- France /  Belgique : 29 mai 2019 sur Prime Video

- États-Unis : 301 000 téléspectateurs (première diffusion)[1]

- Nikohl Boosheri : Adena El-Amin

### Épisode 9:Le sprint final
- États-Unis /  Canada : 4 juin 2019 sur Freeform / ABC Spark
- France /  Belgique : 5 juin 2019 sur Prime Video

- États-Unis : 248 000 téléspectateurs (première diffusion)[1]

- Nikohl Boosheri : Adena El-Amin

### Épisode 10:Briser le silence
- États-Unis /  Canada : 11 juin 2019 sur Freeform / ABC Spark
- France /  Belgique : 12 juin 2019 sur Prime Video

- États-Unis : 267 000 téléspectateurs (première diffusion)[1]

- Nikohl Boosheri : Adena El-Amin